# Petr Nouza
Petr Nouza, né le 9 septembre 1998, est un joueur de tennis professionnel tchèque.

## Carrière
Il fait ses débuts en Grand Chelem en double à l'Open d'Australie 2024 avec Jiří Lehečka,, s'inclinant dès leur entrée en lice.
En partenariat avec Patrik Rikl, Petr Nouza atteint la finale en double à Stockholm, perdant contre Harri Heliövaara et Henry Patten en finale.
En avril 2025, Nouza et Rikl battent à Marrakech Hugo Nys et Édouard Roger-Vasselin en finale en trois sets pour remporter leur premier titre sur le circuit ATP.

## Palmarès

### Titre en double messieurs (1)
| No | Date       | Nom et lieu du tournoi         | Catégorie | Dotation  | Surface      | Partenaire  | Finalistes                      | Score    |          |
| -- | ---------- | ------------------------------ | --------- | --------- | ------------ | ----------- | ------------------------------- | -------- | -------- |
| 1  | 31-03-2025 | Grand Prix Hassan II Marrakech | ATP 250   | 596 035 € | Terre (ext.) | Patrik Rikl | Hugo Nys Edouard Roger-Vasselin | 6-3, 6-4 | Parcours |

### Finale en double messieurs (1)
| No | Date       | Nom et lieu du tournoi            | Catégorie | Dotation  | Surface    | Partenaire                    | Finalistes  | Score    |          |
| -- | ---------- | --------------------------------- | --------- | --------- | ---------- | ----------------------------- | ----------- | -------- | -------- |
| 1  | 14-10-2024 | BNP Paribas Nordic Open Stockholm | ATP 250   | 690 135 € | Dur (int.) | Harri Heliövaara Henry Patten | Patrik Rikl | 7-5, 6-3 | Parcours |

## Parcours dans les tournois duGrand Chelem
| Année | Open d'Australie                                                                  | Open d'Australie                                                                   | Internationaux de France | Internationaux de France | Wimbledon | Wimbledon | US Open | US Open |
| ----- | --------------------------------------------------------------------------------- | ---------------------------------------------------------------------------------- | ------------------------ | ------------------------ | --------- | --------- | ------- | ------- |
| 2024  | 1er tour (1/32) J. Lehečka \|\| style="text-align:left;" \| N. Lammons J. Withrow | 1er tour (1/32) L.D. Martínez \|\| style="text-align:left;" \| S. Gillé J. Vliegen | —                        | —                        | —         | —         |         |         |
| 2025  | 1er tour (1/32) P. Rikl \|\| style="text-align:left;" \| S. Doumbia F. Reboul     | —                                                                                  | —                        |                          |           |           |         |         |

N.B. : le nom du partenaire se trouve sous le résultat ; les noms des ultimes adversaires se trouvent à droite.

## Classements ATP en fin de saison
| Année          | 2016 | 2017 | 2018 | 2019 | 2020 | 2021 | 2022 | 2023 | 2024 |
| Rang en simple | 2038 | 703  | 716  | 570  | 609  | 932  | 626  | 682  | 1573 |
| Rang en double | 1028 | 668  | 821  | 336  | 368  | 887  | 247  | 101  | 74   |

Source : (en) Classements de Petr Nouza sur le site officiel de la Fédération internationale de tennis